# Wuhan Three Towns Football Club
Maillots
Actualités
Le Wuhan Three Towns Football Club (en chinois : 武汉三镇足球俱乐部), plus couramment abrégé en Wuhan Three Towns, est un club chinois de football fondé en 2013, et basé dans la ville de Wuhan, dans la province du Hubei.

## Histoire

### Historique du club
- 2013 : fondation du club sous le nom de Wuhan Shangwen F.C.
- 2019 : le club est renommé Wuhan Three Towns F.C.

## Bilan sportif

### Palmarès
| Compétitions nationales | Compétitions internationales |
| --- | ---------------------------- |
| Compétitions actuelles: - Chinese Super League (1) : - Champion : 2022 - Supercoupe de Chine (1) : - Champion : 2023 - Chinese League One (1) : - Champion : 2021 - Chinese League Two (1) : - Champion : 2020 |                              |

## Personnalités du club

### Entraîneurs
Le tableau suivant présente la liste des entraîneurs du club depuis 2018.
| Rang | Nom                     | Période   |
| ---- | ----------------------- | --------- |
| 1    | Zeng Qinggao            | 2018      |
| 2    | Albert Garcia Xicota    | 2019-2021 |
| 3    | Pedro Morilla (intérim) | 2021      |
| 4    | Pedro Morilla           | 2021-2023 |
| 5    | Takahata Tsutomu        | 2023-     |